# Neuroesteroide
Els neuroesteroides són un tipus d'esteroides que habitualment se sintetitzen al sistema nerviós central a partir del colesterol. Poden interferir i modificar les activitats neuronals, més específicament alterar l'excitabilitat de les neurones mitjançant la seva unió amb receptors de membrana de neurotransmissors.
Les alteracions en la concentració de neuroesteroides poden provocar psicopatologies tals com trastorns afectius i alcoholisme. Per altra banda s'han realitzat diverses investigacions on s'ha descobert que els neuroesteroides poden ser agents de gran interès per la prevenció i el fre del deteriorament neuronal, així com per al tractament de malalties associades a l'envelliment del SNC central i altres malalties com l'ansietat, l'epilèpsia i la conducta convulsiva.

## Biosíntesi
Baulieu demostrà als anys 80 (amb estudis amb animals rosegadors) que alguns esteroides com la pregnenolona o la dihidroepiandrosterona es troben majoritàriament al cervell, reforçant-se amb un experiment en què extirpà les glàndules perifèriques responsables de la síntesi d'esteroides (gònades i còrtex adrenal) i observà que en 15 dies la concentració d'aquests dos esteroides no varià, pel que es deduí que la seva síntesi es du a terme al cervell.
Els neuroesteroides se sintetitzen gràcies a l'acció d'uns enzims que es troben a les cèl·lules del sistema nerviós (cèl·lules de Schwann al sistema perifèric, i els oligodendròcits i astròcits al SNC); són sintetitzats als mitocondris d'aquestes cèl·lules i tots es creen a partir de la transformació del colesterol en pregnenolona (el neuroesteroide més abundant al cervell i precursor de la resta de neuroesteroides).

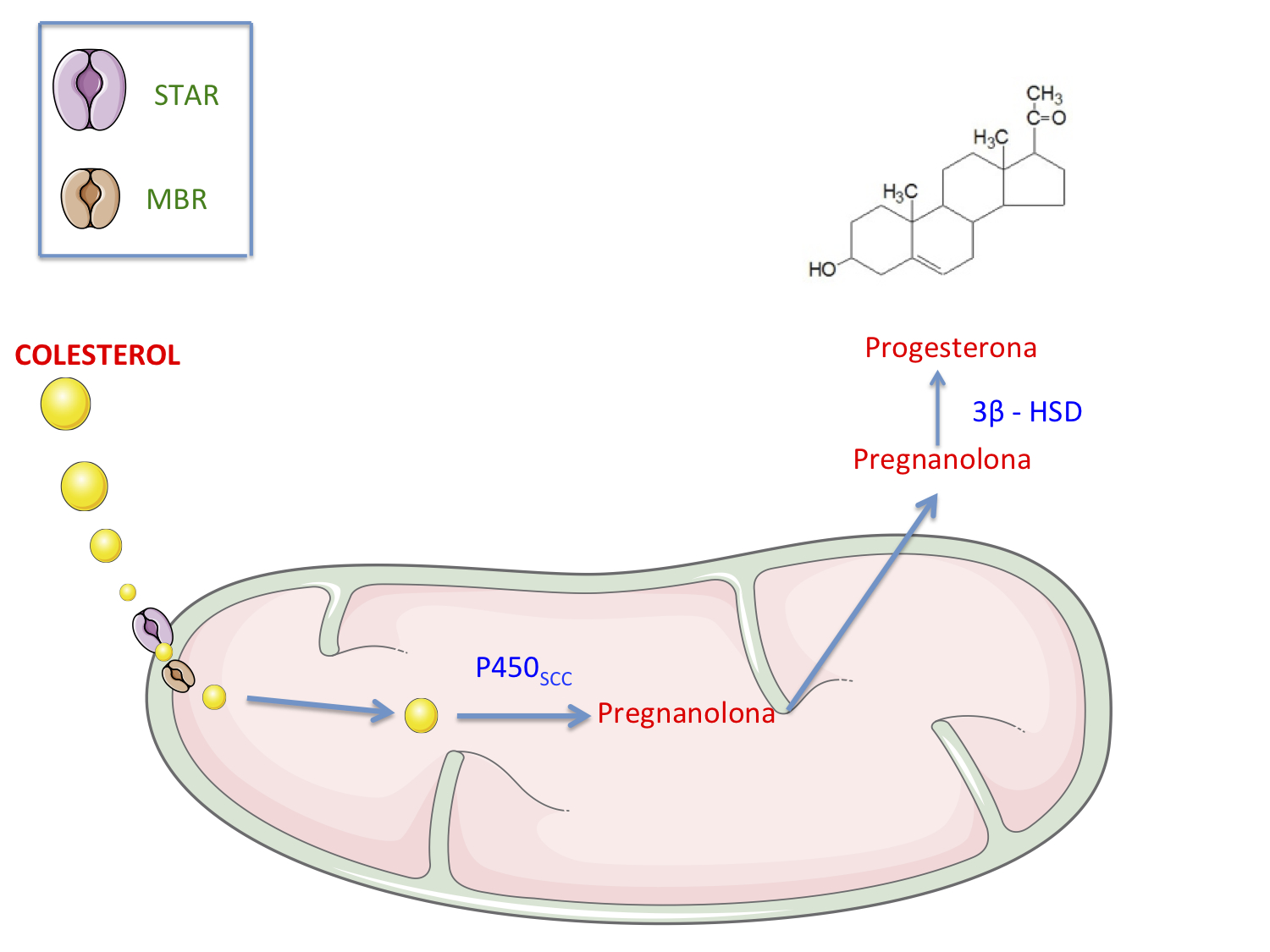
Procés de síntesi de la pregnenolona a partir del colesterol

El colesterol immers al citosol s'insereix al mitocondri traspassant la membrana mitocondrial externa a través d'una proteïna translocadora (StAR, que significa “steroidogenic acute regulatory protein”). Una vegada a l'espai intermembrana, el colesterol traspassa la membrana interna gràcies al receptor de benzodiacepines MBR (“mitocondrial-type benzodiazepine receptor”), que crea un canal de colesterol i l'introdueix finalment a la matriu. Finalment, a la cara matricial de la membrana interna es troba el citocrom p450scc, l'enzim que catalitza la transformació de colesterol en pregnenolona.

## Mecanisme
Els neuroesteroides són moduladors al·lostèrics dels receptors de membrana de molts neurotransmissors. Tot i que les investigacions sobre el mecanisme d'acció dels neuroesteroides encara es troben en una fase inicial, s'han estudiat a fons i s'han pres com a model per entendre el funcionament dos receptors dels neurotransmissors: GABAa i NMDA 

### GABAa
Els neurotransmissors GABAa tenen activitat inhibidora del cervell. Els receptors GABAa permeten la inserció d'aquests neurotransmissors a les cèl·lules neuronals. Els neuroesteroides derivats 3α de la progesterona (com l'allopregnenolona) tenen activitat al·lostèrica positiva (pel que augmenten l'acció d'aquests receptors), actuant de manera semblant a com ho fa el fàrmac benzodiazepina, ja que ambdós augmenten la freqüència d'obertura del receptor (que funciona com un canal de Cl-), a més d'allargar la duració d'obertura (tal com fan els barbitúrics). Els receptors estan formats per diferents subunitats. Així com les benzodiacepines o els barbitúrics estan inactius amb la presència d'algunes subunitats concretes, els neuroesteroides 3α són sensibles a tota mena de subunitats, pel que sempre estan actius. Aquest al·losterisme positiu té activitat sedant.
Per altra banda, altres neuroesteroides com els DHEA o els PregS tenen activitat al·lostèrica negativa, pel que inhibeixen el canal de Cl- reduint la freqüència d'obertura i així estimulant l'activació del cervell. Diversos estudis semblen demostrar que el grup de neuroesteroides amb al·losterisme negatiu presenten un grup sulfat, pel que els neuroesteroides sulfatats tenen activitat al·lostèrica negativa sobre els receptors GABAa i els no sulfatats, positiva.

### NMDA
Un dels receptors de neurotransmissors sobre el qual s'ha pogut avançar més en el seu estudi, és el receptor NMDA. Alguns neuoresteroides com el DHEA el PregS, o DHEAS són moduladors al·lostèrics positius pel receptor NMDA. Per una banda s'ha demostrat en experiments amb neurones de l'hipocamp que el PregS augmenta la freqüència i temps d'obertura del canal, augmentat d'aquesta forma l'entrada de Ca2+, provocat pel glutamat tot i que també s'ha trobat relació entre la glicina i el funcionament del receptor NMDA. Per altra banda trobem alguns neuroesteroides que actuen com moduladors al·lostèrics negatius com el sulfat de l'AlloP. Aquest neuroesteroide actua com a antagonista no competitiu i inhibeix l'acció dels receptors NMDA, reduint el flux de Ca2+

## Aplicacions terapèutiques

### Efecte sedant

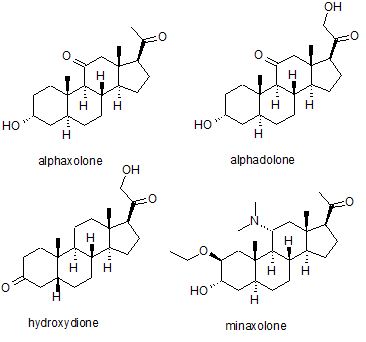
Alguns dels neuroesteroides més comuns

Diversos neuroesteroides sintètics s'han usat com a sedants per a l'anestèsia general en processos quirúrgics. Els més utilitzats són alfaxolona, alfadolona, hidroxidiona i minaxolona. El primer a sortir al mercat fou hidroxidiona, que és un derivat esterificat 21-hidroxi-5β-pregnanediona. Hidroxidiona va ser usat com un bon agent anestèsic amb bon perfil de seguretat, però era dolorós i irritant quan era injectat probablement degut a la seva baixa solubilitat en aigua. Això va dur al desenvolupament de nous neuroesteroides. El nou medicament d'aquesta familia que sortí al mercat va ser una mescla d'alfaxolona i alfadolona, conegut com a Althesin. També es va deixar d'usar en humans degut a greus reaccions tòxiques, tot i que encara s'usa en medicina veterinària. El següent neuroesteroide anestèsic que sortí al mercat per a la medicina humana va ser la minaxolona, que és aproximadament tres vegades més potent que Althesin i reté el perfil favorable de seguretat, sense els problemes tòxics observats en l'Althesin. Tot i això, aquest medicament va ser finalment retirat del mercat, no per problemes en l'ús mèdic, sinó perquè estudis animals van suggerir gran carcinogenicitat i, ja que altres alternatives estaven disponibles, es va creure que el possible risc superava el benefici de mantenir el medicament al mercat.

### Addicció a l'alcohol
L'etanol provoca alguns efectes semblants als de l'allopregnenolona (AlloP, derivat de la pregnenolona), les benzodiacepines i els barbitúrics en els receptors GABAa, tenint així unes conseqüències semblants: té capacitat sedant, anticonvulsionant i en grans concentracions és capaç de dificultar la coordinació motora i tenir funció anestèsica.
L'etanol i els neuroesteroides treballen en equip en la modulació al·lostèrica positiva d'aquests receptors. Diversos estudis han demostrat que la ingesta d'alcohol provoca un augment considerable en les concentracions d'AlloP i d'altres neuroesteroides al cervell. Aquesta activitat sembla seguir una distribució bifàsica, on l'etanol provoca l'efecte màxim quan arriba a una concentració de 2.5g/kg d'etanol, i a partir de llavors aquest efecte disminueix. Per tant, sembla que es pot deduir la ingesta o no d'alcohol d'un individu observant els nivells d'aquests neuroesteroides a les seves cèl·lules cerebrals.
A més, individus sense dependència per l'alcohol presenten grans augments en la concentració d'AlloP durant ingestes puntuals d'etanol, mentre que individus dependents de l'alcohol (amb un consum habitual) no mostren nivells tan elevats. Això mostra que quan l'individu es converteix tolerant a l'etanol es neutralitzen els augments bruscos de concentració d'AlloP i apareixen amb menys freqüència els efectes sedants produïts per l'alcohol.
Aquesta tolerància disminueix la sensibilitat dels receptors GABAa, ja que les concentracions d'AlloP ja són prou grans i no és necessària una enorme atracció pel neuroesteroide. Això fa que en els processos de desintoxicació alcohòlica en què l'individu comença un procés d'abstinència a l'alcohol, els receptors GABAa augmenten la seva sensibilitat considerablement i mostren de nou i amb més duresa els efectes convulsionants, ja que ara els nivells d'AlloP disminueixen.
Pel que fa a les solucions mèdiques, per una banda, en l'exposició a ingestes d'etanol (les quals provocarien un augment dels nivells d'AlloP i així un reforçament dels efectes alcohòlics) un bon pretractament seria l'ús de l'inhibidor finasterida, el qual inhibeix l'enzim 5α-reductasa que transforma la progesterona en AlloP.
Per altra banda, un bon medicament per al tractament dels símptomes durant el procés de desintoxicació alcohòlica seria l'augment dels nivells de la mateixa AlloP, així neutralitzant els efectes convulsionants.

### Efectes sobre el desenvolupament neuronal
En el procés de transmissió dels estímuls al cervell dels mamífers i la focalització de senyal durant el desenvolupament neuronal, intervenen les interneurones gabèrgiques, del sistema gabèrgic.
Els neuroesteroides, exerceixen un paper molt important durant el desenvolupament neuronal, ja que intervenen en la maduració sinàptica. Per tant, poden alterar la localització i funcionament de les neurones gabèrgiques del cervell.
Pel que fa a investigacions, estudis amb animals han demostrat que els nivells corticals d'AlloP al cervell varien a mesura que es va desenvolupant aquest. En primer lloc a l'etapa prenatal trobem una notable presència de AlloP. En segon lloc al de naixement els nivells són menors. En tercer lloc durant la segona setmana de vida torna a haver-hi un altre augment. En una experiència basada a subministrar durant el cinquè dia post natal AlloP en una única quantitat de 10mg/kg s'observà que s'alterà el funcionament i localització de les neurones gabèrgiques del còrtex prefrontal y del tàlem dorsal medial en el cervell, obtenint uns resultats que indiquaren clarament que els nivells de neuroesteroides són importants pel correcte desenvolupament del sistema tàlem-cortical.
Altres estudis mostren també com l'administració de neuroesteroides durant el període neonatal altera directament l'activitat de les vies neuroquímiques relacionades amb els trastorns psicòtics, com és el cas de l'esquizofrènia.
L'esquizofrènia es creu que està relacionada amb els neuroesteroides, ja que aquests alteren les capacitats perceptives controlades per l'eix tàlem-cortical i, per tant, produeixen trastorns en la inhibició de la PPI (considerat un dels principals models d'esquizofrènia en animals).

### Epilèpsia

Molècula de ganaxolona

Durant els darrers anys s'ha investigat la possibilitat d'utilitzar el reemplaçament de neuroesteroides sintètics com a tractament altament efectiu per l'epilèpsia cateminal, ja que es creu que l'efecte al·lostèric positiu que poden realitzar alguns neuroesteroides sobre els receptors GABA, permetrien un control més eficaç dels atacs epilèptics.
Durant el període més propens perquè tinguin llocganaxolona els atacs, els medicaments antiepilèptics convencionals tals com el diazepan veuen reduït el seu efecte. Sorprenentment els neuroesteroides capaços d'actuar com agents al·lostèrics positius sobre el receptor GABA, com és la pregnenolona, tenen un major poder anticonvulsiu, fet que indueix a investigar el tractament d'aquests tipus d'epilèpsia amb els esmentats neuroesteroides. Es creu que un reemplaçament cíclic durant els diferents estats de la malaltia, podria ser un tractament encara més efectiu tot i que el seu efecte en el període pre-ovulatori no està del tot clar. Desafortunadament els neuroesteroides naturals, són inefectius oralment, tenen una vida mitjana molt curta i en potència són fàcilment convertibles en components que poden provocar desajustaments hormonals no desitjats. Afortunadament s'ha pogut obtenir la, que és la forma sintètica de la pregnenolona, i que ha estat dissenyada per superar les limitacions farmacocinètiques i terapèutiques del seu anàleg natural. Una de les majors diferències entre ambdós neuroesteroides es troba a nivell estructural, ja que la ganaxolona al tractar-se d'un anàleg 3β-metil, minimitza l'efecte metabòlic que té lloc al 3r hidroxil, fent així possible la seva administració oral. En una experiència realitzada amb rosegadors es va comprovar que l'eficàcia de la ganaxolona com a agent anticonvulsiu era major que la dels medicaments de referència actuals, durant diverses fases de l'epilèpsia catamenial. En experiments realitzats en humans ha demostrat ser un tractament segur i bastant tolerable. Després de diverses investigacions posteriors s'ha arribat a la conclusió de què la ganaxolona pot ser eficaç en situacions d'atacs, on altres moduladors al·lostèrics positius dels receptors GABA no ho són perquè és capaç de modular major quantitat de receptors i amb subunitats diferents.

### Ansietat
Per al tractament de l'ansietat s'han utilitat diversos fàrmacs com barbitúrics o benzodiazepines els quals inhibeixen el SNC. En l'actualitat s'han estudiat els neuroesteroides com a tractament per a l'ansietat, ja que tenen efectes ansiolítics similars als dels fàrmacs convencionals. En concret, s'està investigant amb neuroesteroides que són modul·ladors al·lostèrics positius sobre el receptor GABA de la membrana de les neurones el que fa que tinguin una capacitat d'inhibir el SNC. El més estudiat ha sigut l'AlloP, la qual té un gran potencial i provoca efectes ansiolítics, anticonvulsionants i sedatius.
Per contra, la pregnenolona, modul·lador al·lostèric pel receptor GABA i negatiu pel receptor NMDA, pot tenir efectes contraris, fins i tot reduir els efectes ansiolítics de l'alcohol. Tot i que, en dosis baixes, pot funcionar com a ansiolític.

### Memòria, envelliment i plasticitat hipocampal
Els neuroesteroides tenen la capacitat de millorar la memòria; generalment, els neuroesteroides que modulen negativament els receptors GABAa tenen aquesta habilitat. Estudis han demostrat que alguns com la pregnanolona, la PregS, la DHEA i la DHEAS, a més de neutralitzar el dèficit de memòria degut a causes farmacològiques o naturals (envelliment), són capaços de millorar la capacitat cognitiva. A més, la PregS neutralitza les dificultats d'aprenentatge degudes a la drogoaddicció, actuant com a modulador al·lostèric positiu del receptor NMDA, i fins i tot disminueix l'efecte amnèsic de l'etanol, actuant ara negativament sobre el receptor GABAa.
S'ha observat que, generalment, els neuroesteroides milloren en l'activitat cognitiva la capacitat de retenció d'informació (abans que la d'adquisició nova d'aquesta). Estudis han demostrat que la majoria de neuroesteroides no tenen cap efecte en la seva administració al cervell pre-adquisició d'informació.
Per altra banda, els neuroesteroides tenen un efecte en la relació existent entre la memòria i la fase REM del son, fase en què es consolida la memòria. Tenen tant efectes positius (com la PregS que augmenta la duració de la fase REM) o negatius (com l'AlloP que la disminueix).
Respecte a l'envelliment, amb el pas dels anys s'ha vist un constant augment de l'activitat del receptor GABAa, introduint major quantitat de neurotransmissors inhibidors del cervell a les cèl·lules neuronals, pel que ja en edat avançada això pot implicar pèrdues de memòria i altres deterioraments cognitius. Amb aquest raonament i tot i que encara està en fase d'estudi, alguns neuroesteroides moduladors negatius del receptor GABAa com el PregS ajuden al manteniment de la memòria relacionat amb l'edat. Altres com el DHEA i la seva forma sulfatada tenen activitat protectora, protegint les neurones dels efectes tòxics del glutamat i la β-amiloide (components relacionats amb la malaltia d'Alzheimer).
Finalment, el nivell de neuroesteroides al cervell també és capaç d'afectar la neurogènesi adulta a l'hipocamp. Això es veu modulat, com als altres casos, depenent del tipus d'al·losterisme (positiu o negatiu) respecte al receptor GABAa que presenten aquests neuroesteroides:
- La modulació positiva, tal com s'ha dit abans, afavoreix aquest receptor i inhibeix el cervell, així també inhibint la gènesi de noves cèl·lules neuronals a l'edat adulta. Neuroesteroides com l'AlloP produeixen aquest efecte.
- La modulació negativa fa l'efecte contrari, disminueix l'activitat del receptor GABAa i això permet una major proliferació neuronal. Així, certs neuroesteroides com la PregS poden afavorir la neurogènesi.